# Symplectoscyphus macrocarpa
Symplectoscyphus macrocarpa är en nässeldjursart som först beskrevs av Chantal Billard 1918.  Symplectoscyphus macrocarpa ingår i släktet Symplectoscyphus och familjen Sertulariidae. Inga underarter finns listade i Catalogue of Life.